# Preshute
Preshute è un piccolo villaggio e una parrocchia civile della contea del Wiltshire che si trova a nord-ovest della città di Marlborough nel Sud Ovest dell'Inghilterra, Regno Unito.

## Geografia

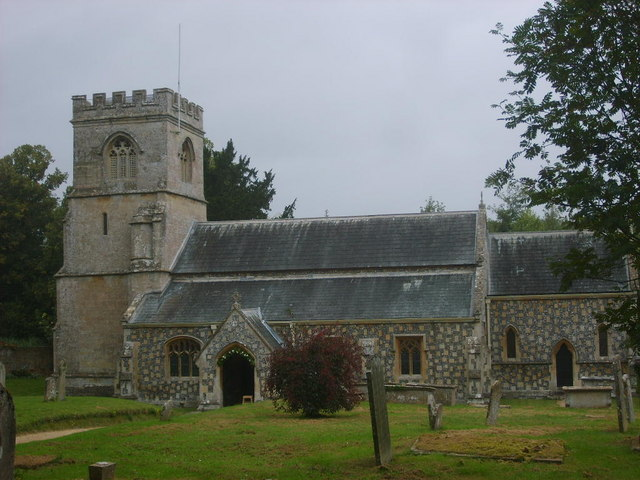
Chiesa di San Giorgio a Preshute

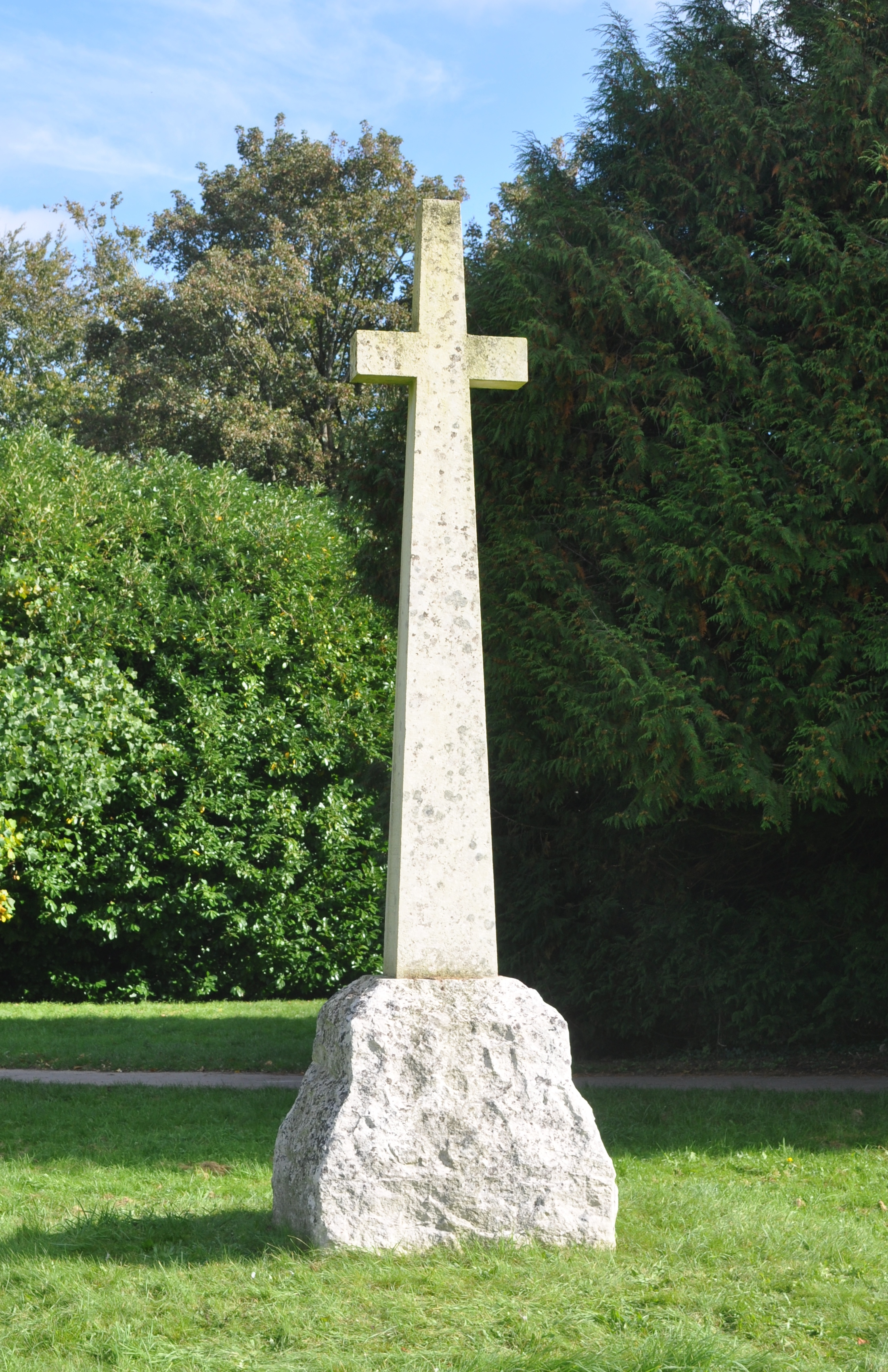
Monumento ai Caduti nel cimitero della chiesa di San Giorgio

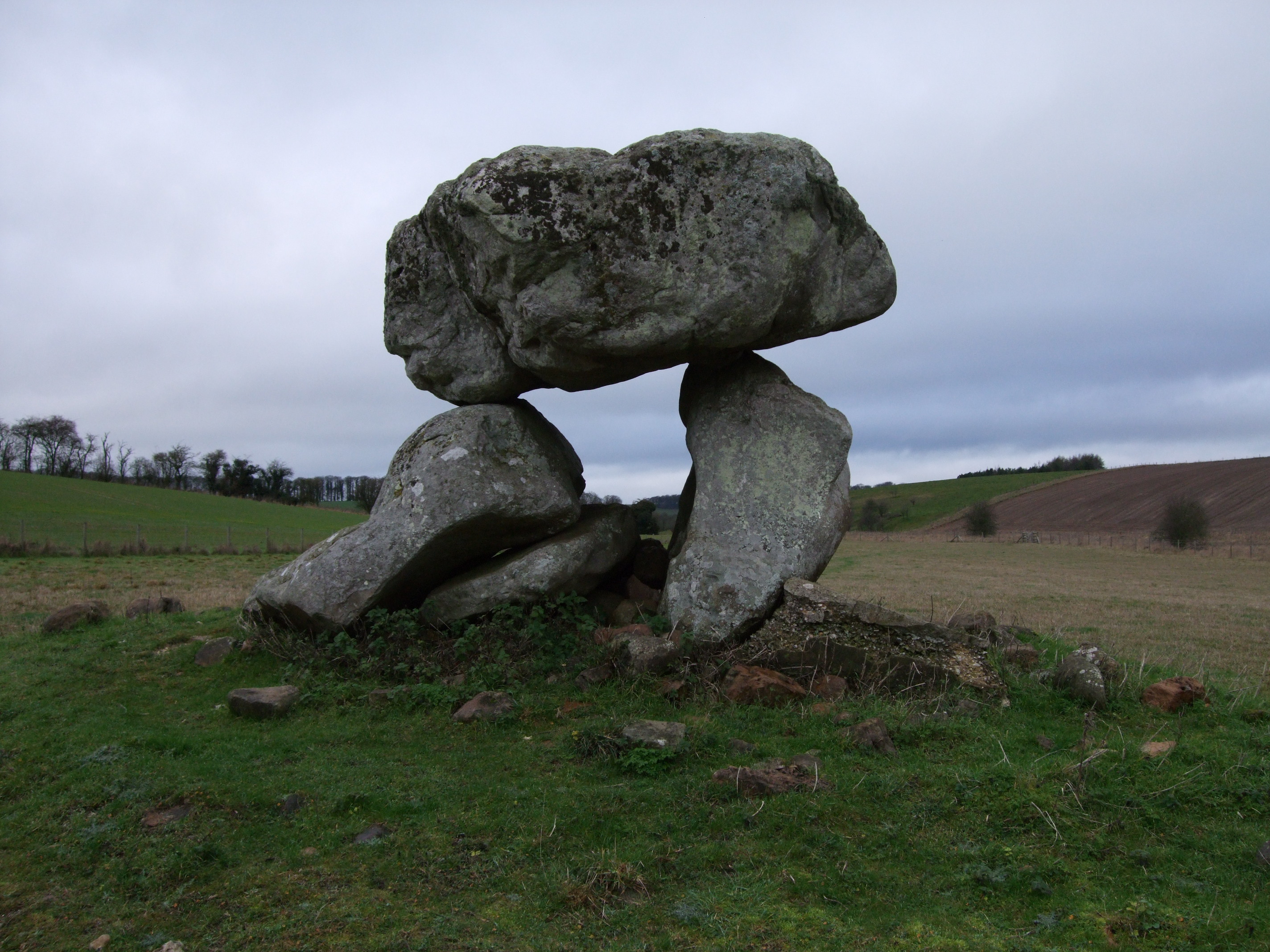
Devil's Den

Il territorio è attraversato dal fiume Kennet e fa parte del distretto di Marlborough, che comprende i villaggi di Clatford, Eleot e Manton House. Due tratti di terreno a valle a nord, uno nelle mani della Corona e l'altro detenuto dai Templari, erano stati aggiunti nel XII secolo. La porzione di Elcot tithing a est di Blowhorn Street e Rawlingswell Lane era una "nuova terra" di Marlborough prima del 1252 e fu poi edificata. Dalla metà del XVI secolo i suoi confini si cristallizzarono e i territori si estendevano per 10 km da nord-ovest a sud-est attraverso la valle del Kennet e in nessun punto raggiungevano i 5 km di larghezza. Il confine orientale era segnato in parte da un breve tratto del Kennet, del fiume Og e dal corso d'acqua dell'Hungerbourne, oltre che dalla strada Marlborough-Salisbury, quello meridionale dal Wansdyke per 1 km e quello nord-occidentale dal Ridge Way su Hackpen Hill per 750 metri. altrove i confini seguivano percorsi arbitrari attraverso i Marlborough Downs e a nord della foresta di Savernake. Nel 1901 Preshute fu divisa per scopi civili nelle parrocchie di Preshute Without e Preshute Within. La maggior parte di Preshute si trova su territorio caratterizzato dal gesso delle Marlborough Downs. Dall'estremo confine settentrionale su Hackpen Hill a 269 metri il terreno degrada verso sud-est fino al Kennet, a sud del quale si eleva fino a oltre 183 metri su Granham Hill. Il gesso è ricoperto da argilla con selci a nord del Kennet vicino a Manton House e su Marlborough Common. Depositi simili si trovano a sud del fiume su Granham Hill. Vicino al Devil's Den all'estremità nord-occidentale di Clatford Bottom si trovano dure arenarie silicee chiamate pietre sarsen (o castroni grigi) per il loro aspetto simile a quello delle pecore da lontano. Ci sono depositi di ghiaia a Clatford Bottom e nelle valli aride nel nord-ovest. La terrazza di ghiaia più ampia a sud del Kennet fornisce siti per gli insediamenti principali. I depositi alluvionali del Kennet e dell'Og sono ricoperti da prati.

## Storia
Nel territorio di Preshute vi sono evidenze di insediamenti del Neolitico. I resti preistorici più notevoli sono il tumulo neolitico che in seguito formò la motta del castello di Marlborough. Il tumulo a ciotola di Manton conteneva molti oggetti che provavano la ricca cultura del Wessex dell'età del bronzo e il "secchio di Marlborough" trovato in un'area di insediamento dell'età del ferro a sud-est di Marlborough. C'erano insediamenti romani a Barton Down a nord di Field Barn vicino a Manton House e nel distretto di St. Margaret alla periferia della città romana di Cunetio. L'origine del nome potrebbe essere così legato al terrapieno preistorico chiamato Mount che si erge a Preshute e che in seguito formò la motta castrale del castello di Marlborough, costruito nel 1070. Una chiesa che nel 1086 sembrava appartenere a Marlboroughn era costruita a ovest del tumulo. Quella chiesa e i suoi terreni acquisirono il nome Preshute (cella del prete). Il nome, non registrato fino al 1186, potrebbe essere stato dato alla parrocchia formata quando il borgo acquisì le proprie chiese alla fine dell'XI secolo. L'area circostante il castello, che nel XII secolo costituiva il barton o la fattoria demaniale del castello, era il nucleo della nuova parrocchia e fu in seguito divisa tra la decima di Elcot e quella chiamata nel XIII secolo la decima del re nella township di Manton, che probabilmente conteneva la chiesa di Preshute. La township occidentale di Clatford e una seconda decima nella township di Manton furono aggiunte alla nuova parrocchia. Due tratti di terreno a valle a nord, uno nelle mani della Corona e l'altro detenuto dai Templari, erano stati aggiunti nel XII secolo e formavano le decime di Langdon Wick e Temple Rockley. Marlborough Common a nord del borgo fu dato da re Giovanni ai borghesi di Marlborough per fornire al borgo terreni da pascolo, e Port Field fu acquisito come terreno arabile tra il 1216 e il 1272. Entrambi, tuttavia, rimasero parte della parrocchia di Preshute. Nel 1864 fu aperta la Marlborough Railway che partiva da una stazione a ovest della Salisbury Road a St. Margaret's in un anello occidentale per unirsi alla Berks. & Hants Extension Railway alla stazione di Savernake a Burbage. La linea fu gestita dalla G.W.R., a cui fu affidata nel 1896. Nel 1881 fu aperta la Swindon, Marlborough & Andover Railway, dal 1884 la Midland & South Western Junction Railway, e da una stazione a est della Salisbury Road correva in un anello orientale attorno a Marlborough verso nord fino a Swindon. Quella ferrovia si fuse con la G.W.R. nel 1923 e dal 1924 le stazioni G.W.R. e M. & S.W.J.R. furono chiamate rispettivamente High Level e Low Level. Le modifiche tra il 1926 e il 1933 ridussero la precedente linea Marlborough & Grafton a un singolo binario e ne fornirono un secondo con il parziale reindirizzamento della linea G.W.R. Il binario G.W.R. originale, eccetto un breve tratto a sud-ovest della stazione High Level, fu rimosso. Il nuovo percorso fu utilizzato per la prima volta completamente e la stazione High Level fu chiusa nel 1933. I servizi passeggeri furono ritirati dalla stazione Low Level nel 1961. I servizi merci furono ritirati e la stazione e la linea furono definitivamente chiuse nel 1964. Il villaggio di Elcot diede il nome alla decima che era contigua al barton reale. Nel XIV secolo un altro villaggio crebbe lungo quella parte della strada di Londra chiamata Newbury Street. Elcot divenne distretto di St Margaret dalla fine del XVI secolo. Piccole proprietà terriere sopravvissero nell'angolo sud-orientale della parrocchia nel XVII secolo. Newbury Street era ancora chiamata così nella fine del XVII secolo ma in seguito, come London Road, fu considerata parte del distretto di St. Margaret. St Margaret prese il nome dal priorato gilbertino che sorgeva accanto alla strada Marlborough-Salisbury. Verso la fine del XIX secolo e all'inizio del XX, Marlborough si espanse commercialmente e residenziale in St Margaret's e gran parte delle abitazioni che si affacciano su London Road e Salisbury Road risalgono a quelle date. La stazione di polizia di Marlborough fu aperta in George Lane nel 1898 e nel 1900 gli impianti fognari in Elcot Lane. Il Savernake Hospital fu aperto nel 1872 a sud di London Road a Forest Hill. Le case popolari furono costruite in Isbury Road e Cherry Orchard a partire dal 1920 circa. A nord della strada London-Bath, Barton Farm era l'unica grande casa privata a Elcot che pagava le decime a ovest di Marlborough. Fu ampiamente ristrutturata, se non ricostruita, intorno al 1722 e ampliata verso sud all'inizio del XIX secolo con l'aggiunta di un ingresso con stanze principali su entrambi i lati. La casa, rifatta e modificata nel XX secolo per il Marlborough College, era l'ufficio della tenuta del college nel 1981. Vicino alla casa sorgeva un fienile a navate laterali, costruito nel XVII secolo, ampiamente riparato intorno al 1722 e bruciato nel 1976. L'espansione verso ovest di Marlborough fu bloccata dal castello di Marlborough e dalle case successive che in seguito occuparono il suo sito. Gli edifici costruiti a nord della casa per ospitare la scuola si estendono a cavallo dell'ex confine Preshute-Marlborough. Un cortile costruito nello stile del 1700 circa a nord-ovest aveva una sala da pranzo e una pensione sul lato sud-ovest e un'altra pensione a sud-est. Il Marlborough Union Workhouse, progettato da W. Cooper, divenne una casa di cura per bambini dopo il 1929 e venne ancora utilizzato come tale anche nel 1981. A nord-ovest del workhouse, 2 acri di terreno acquistati nel 1853 furono consacrati nel 1855 come luogo di sepoltura per Preshute e le due parrocchie di Marlborough. Una cappella mortuaria costruita lì nel 1859 fu consacrata nel 1860. C'era un villaggio a Manton all'inizio del XIV secolo. Nel 1841, quando ci vivevano 290 persone, era, a parte St Margaret's, l'insediamento più popoloso di Preshute. Apparentemente non c'era alcun insediamento vicino alla chiesa di Preshute, a parte una fattoria che fu ampliata nel tardo XIX secolo come pensione per il Marlborough College e chiamata Preshute House. La chiesa era collegata alla strada London-Bath che nel 1773 guadava il Kennet ma nel 1817 lo attraversavano tramite ponti. Il villaggio si trova a ovest della chiesa lungo High Street a Manton, che collega gli insediamenti lungo il fiume a sud del Kennet. Diverse case del XIX secolo, di cui quelle all'estremità sud-occidentale si trovano sopra la strada su un terrapieno di gesso, sono di mattoni rossi.

## Monumenti e luoghi d'interesse
Nel territorio di Preshute sono presenti alcuni luoghi di un certo interesse, tra questi:
- Chiesa di San Giorgio. Si tratta di una chiesa parrocchiale anglicana risalente all'XI secolo. La chiesa è stata citata nel Domesday Book e nel 1091 l'avvocatura fu probabilmente data da William Beaufay, vescovo di East Anglia al capitolo della vecchia Sarum. Le sue entrate furono utilizzate con il resto dei doni del vescovo per dotare la prebenda di Blewbury e Marlborough. La prebenda fu sciolta tra il 1142 e il 1184 da Jocelin de Bohun, vescovo di Salisbury, che usò le sue dotazioni per aumentare il fondo comune del capitolo di Salisbury. All'inizio del XIII secolo venne ricostituita e le sue dotazioni originali ripristinate. La chiesa ha una torre in stile perpendicular ma il resto dell'esterno risale al restauro e alla ricostruzione del 1854 da parte di T.H. Wyatt. La guida della chiesa suggerisce che l'intera chiesa, eccetto la torre, fu demolita e ricostruita. Tuttavia i dettagli dell'arcata della navata e un certo numero di frammenti sono sopravvissuti dal XII secolo. La chiesa appartiene alla diocesi di Salisbury e dal 18 luglio 1949 è considerata un monumento classificato di seconda categoria.[5][6][7]
- Tana del diavolo (in inglese The Devil's Den). Si tratta di un monumento neolitico, probabilmente una camera funeraria, che è stata ricostruita nel 1921. Due pietre erette, una pietra di copertura e due pietre cadute sono tutto ciò che rimane dell'ingresso di un lungo tumulo, descritto negli anni venti del XX secolo come lungo circa 230 piedi e pesante 17 tonnellate. Dal 18 agosto 1882 è considerato un monumento della comunità.[8][9]